# Horloge CFF

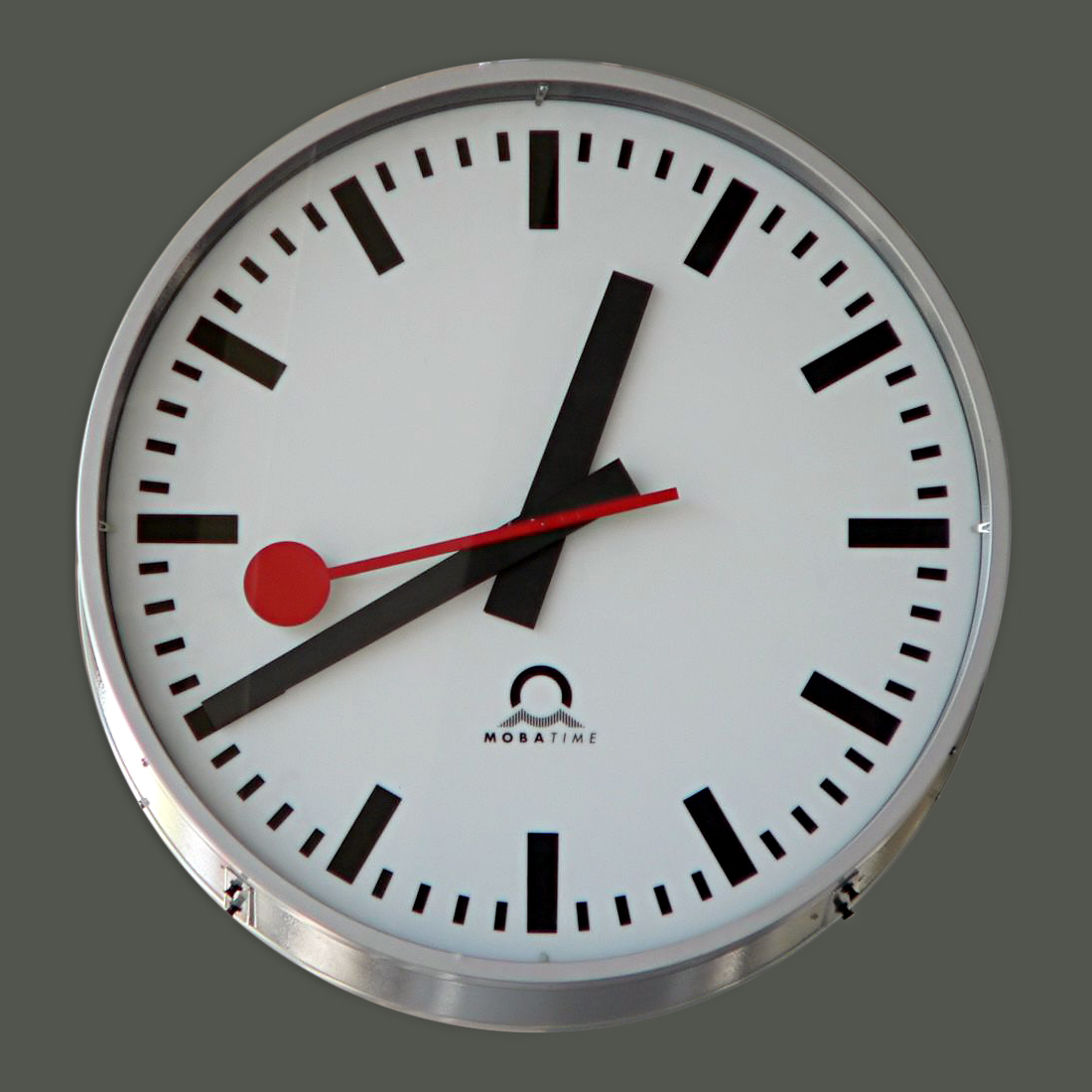
Photo d'une horloge CFF.

L'horloge en mouvement.

L'horloge CFF est un modèle d'horloge de gare (en) créé, dans sa première version en 1944 ou 1947 par l'ingénieur suisse Hans Hilfiker, ingénieur et designer autodidacte, et l'entreprise Moser-Baer sous la marque Mobatime (de) pour les CFF. L'objectif était de concevoir une horloge d'apparence sobre et facilement lisible.
Cette création minimaliste rompt avec le style orné des cadrans Art nouveau de l'époque. Emblématique des gares suisses, l'horloge se caractérise par un fond blanc et des heures et des minutes représentées par de simples traits noirs, sans chiffres, mais avec des aiguilles élégamment effilées.
En 1953, Hilfiker conçoit la trotteuse en forme de palet rouge pour les secondes, rappelant le bâton du chef de gare permettant de lire l'heure même à distance. Ainsi se parachève le design de cette horloge, qui n'a pas changé depuis.
L'horloge des CFF est facilement reconnaissable à cause de son aiguille des secondes singulière, qui, outre son aspect, a la particularité de parcourir d'une traite le cadran en 58,5 secondes environ et de s'arrêter 1,5 seconde avant de repartir.

## Histoire

Hans Hilfiker 1984 dans une exposition de ses créations

En 1932, Hilfiker rejoint la division des travaux de l'arrondissement III des CFF en tant qu'ingénieur. À la suite de sa promotion en tant que responsable de division, les CFF lui confient la mission suivante : concevoir une nouvelle horloge pour les gares, à la fois robuste et fiable, qui puisse fournir l'heure avec précision et devenir un symbole de l'identité nationale en tant qu'enseigne des chemins de fer.
Hilfiker relève le défi et, en 1944, avec la collaboration de l'entreprise horlogère Moser-Baer sous la marque Mobatime (de), conçoit l'horloge de gare CFF. Cette horloge se caractérise par un cadran d'une sobriété radicale pour l'époque, dépourvu de chiffres, mais parfaitement lisible de jour comme de nuit grâce à un éclairage interne.
Hilfiker avait pour ambition de synchroniser toutes les horloges des gares de Suisse. Ainsi, chaque minute, les horloges reçoivent une impulsion de l'horloge mère située au poste d'enclenchement de Zurich, transmise par câble téléphonique, assurant ainsi la ponctualité de toutes les horloges connectées.
Il décrit cette solution technique en ces termes : « La trotteuse apporte un peu de calme à la dernière minute et facilite l'expédition ponctuelle des trains. ».
En 1986, le design de l'horloge de gare CFF est adapté pour créer une montre-bracelet. Les propriétaires de l'horlogerie Mondaine, les frères Bernheim, cherchaient alors un design original pour leur collection et ont été fortement inspirés par les deux meilleures idées de design, qui leur rappelaient l'horloge de gare CFF. Ils obtiennent les licences nécessaires auprès des Chemins de fer fédéraux suisses pour proposer au grand public la montre-bracelet basée sur l'horloge de gare CFF. Le design clair de Hilfiker convenant également aux cadrans de montres plus petits, la première collection pour femmes est lancée en 1988. Par la suite, l'entreprise ajoute à son catalogue des horloges murales, des réveils et des montres de gousset.
On retrouve même ces horloges au Design Museum à Londres et au Museum of Modern Art à New York.
L'horloge emblématique orne également les grandes places de Mexico, Édimbourg, Cambridge et Caracas. Elle est désormais partie intégrante de la culture suisse, et un timbre à son effigie a même été édité par la Poste en 2007,.
A ce jour, près de 5 000 exemplaires de l'horloge de gare CFF, fabriqués par l'entreprise horlogère Moser-Baer AG et pilotés par environ 760 horloges-mères, ornent les murs de toutes les gares suisses. La plus grande horloge se trouve dans les nouveaux locaux du siège des CFF, inaugurés en 2014 à Wankdorf dans la banlieue de Berne. Cette horloge géante a un diamètre de 7 mètres. Son coût, évalué à 700 000 francs, suscite des critiques car il a été révélé peu après une annonce de hausse des prix des billets et des abonnements.

## Technique
Le mouvement de la trotteuse découle de la nécessité ferroviaire et des possibilités techniques de l'époque de conception de l'horloge : non seulement la précision ferroviaire est de l'ordre de la minute et les trains partent toujours à la minute pleine, mais toutes les horloges d'une gare doivent également être synchrones afin d'afficher une heure juste et unique aux passagers ainsi qu'au personnel. Pour répondre à ces impératifs, toutes les horloges d'une même gare sont pilotées par une horloge mère, qui envoie une impulsion électrique chaque minute aux autres horloges (nommées horloges filles ou horloges esclaves) et fait avancer leur aiguille des minutes d'un cran.
Toutes ces horloges disposent de deux mécanismes distinct : l'un, autonome, pilotant l'aiguille des secondes, l'autre, piloté par l'horloge mère, et déterminant les minutes et les heures. La précision des secondes indiquées par les trotteuses électriques étant sensible aux variations de tension électrique, la synchronisation chaque minute par l'horloge mère est nécessaire et permet un affichage des minutes d'une grande précision.
À l'époque du lancement de l'horloge d'Hilfiker en 1947, il n'était pas encore possible de synchroniser les mécanismes à la seconde près, et la seconde de synchronisation durait donc 1,5 sec. Par conséquent, la trotteuse effectuait un tour du cadran en 58,5 secondes, marquait un arrêt de 1,5 seconde pour se synchroniser à l'impulsion électrique de l'horloge mère, puis entamait un nouveau tour en rattrapant l'aiguille des minutes. La trotteuse est donc volontairement légèrement trop rapide.
Même si ce fonctionnement n'a plus vraiment de raisons d'être de nos jours, il est devenu un particularisme reconnaissable et reconnu qui a été maintenu pour cette raison et se retrouve notamment dans certaines montres Mondaine, cette marque ayant acquis depuis 1986 les droits auprès des CFF pour réaliser des copies et adaptations du design original pour produire des montres dérivées, qualifiées de « officielles », même si cette entreprise n'a jamais été le fabricant des horloges de gares originales dont ses montres s'inspirent, et même si elle n'a jamais ni produit ni commercialisé de répliques exactes de ces horloges de gares.

## Postérité

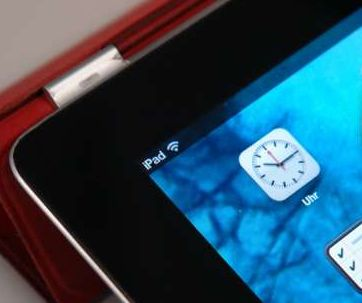
L'horloge sur un iPad.

Le design de l'horloge a eu une grande influence et est représentatif du design suisse au même titre que la police de caractère Helvetica.
En septembre 2012, la firme américaine Apple a copié sans autorisation le design des horloges CFF pour son application Horloge du système d'exploitation iOS 6 sur iPad. Attaquée par les CFF, les deux entreprises auraient signé un accord portant sur une vingtaine de millions de dollars. Lors du passage au système d'exploitation iOS 7, ce design est supprimé et remplacé par Apple.
En 2013, avec les modèles « stop2go », Mondaine a réussi à reproduire sur ses montres-bracelets le mouvement spécifique à l'horloge de gare CFF qui l'a rendue célèbre. Aujourd'hui, les montres et horloges CFF sont vendues dans plus de 40 pays.